# Norr (Malmö)
Norr is een stadsdeel van de Zweedse gemeente Malmö. Het is op 1 juli 2013 ontstaan uit de samenvoeging van de stadsdelen Centrum en Kirseberg. Norr telt 62.100 inwoners.